# Núbár Pasa
Núbár Pasa Núbáriján (arab írással نوبار باشا نوبريان, tudományos átiratban Nūbār bāšā Nūbāriyān, Oszmán Birodalom, Szmirna, 1825. január 4. – Franciaország, Párizs, 1899. január 14.) anatóliai örmény származású egyiptomi politikus, az Egyiptomi Alkirályság első miniszterelnöke, a 19. század végének meghatározó személyisége. Három ízben viselte a kormányfői pozíciót, de ettől függetlenül döntő befolyással volt a külügyekre is, és nagy szerepe volt a korabeli intenzív vasútépítés megindításában és a Szuezi-csatorna megépítésében.

## Életútja

### Tanulmányai
Egy gazdag örmény kereskedő fiaként született Szmirnában. Anyai nagybátyja, Bógósz Bég Júszufiján Muhammad Ali Pasa, az Oszmán Birodalomtól mindinkább függetlenedő egyiptomi helytartó pénzügyeit irányította, apja pedig Muhammad Ali ügynökeként tevékenykedett 1831–1833 során, amikor a helytartó lerohanta és legyőzte a szultánság főerejét és elragadta Szíriát. Az 1839-es második háború során az idősebb Núbáriján Párizsban képviselte az egyiptomi ügyet. Nagybátyja ösztöndíjat biztosított számára, így Núbár elemi iskoláit a svájci Veveyben végezte, majd 1836–1840 között a franciaországi Toulouse-ban tanult a jezsuitáknál, és a török és a görög mellett kiválóan megtanult franciául és angolul is. Arab nyelven ugyanakkor nem tudott.

### Állami szolgálatban
1842-ben maga is az egyiptomi állam szolgálatába lépett. Az akkor kereskedelmi és külügyeket felügyelő Búgúsz Bég titkára lett, majd 1843–44 során Huszrau Pasa tolmácsai közé került, és megindult felfelé a ranglétrán. 1844-ben Muhammad Ali másodtolmácsa lett, 1848-ban pedig a Muhammad Ali trónját elfoglaló Ibráhím Pasa udvarában lett tolmács. Az új alkirály, I. Abbász szolgálatában 1850-ben Angliában teljesített diplomáciai megbízást, majd 1851-ben főtolmáccsá lépett elő. 1853-ban lemondott hivataláról, és a kereskedelmi dívánnál helyezkedett el. Az 1854-ben trónra lépő Szaíd titkári megbízást adott neki és rábízta a Szuez és Kairó közti útvonal felügyeletét, ám 1855-ben vissza kellett vonulnia. 1856-ban került vissza a kíséretbe, 1857–59 között a vasútügyeket felügyelte. Számos szerződést kötött, javarészt brit cégekkel, amelynek eredményeképpen intenzív vasútépítés indult meg, javarészt a Nílus-deltában. Ekkor adták át a Kairó és Szuez közti vasútvonalat (1858).

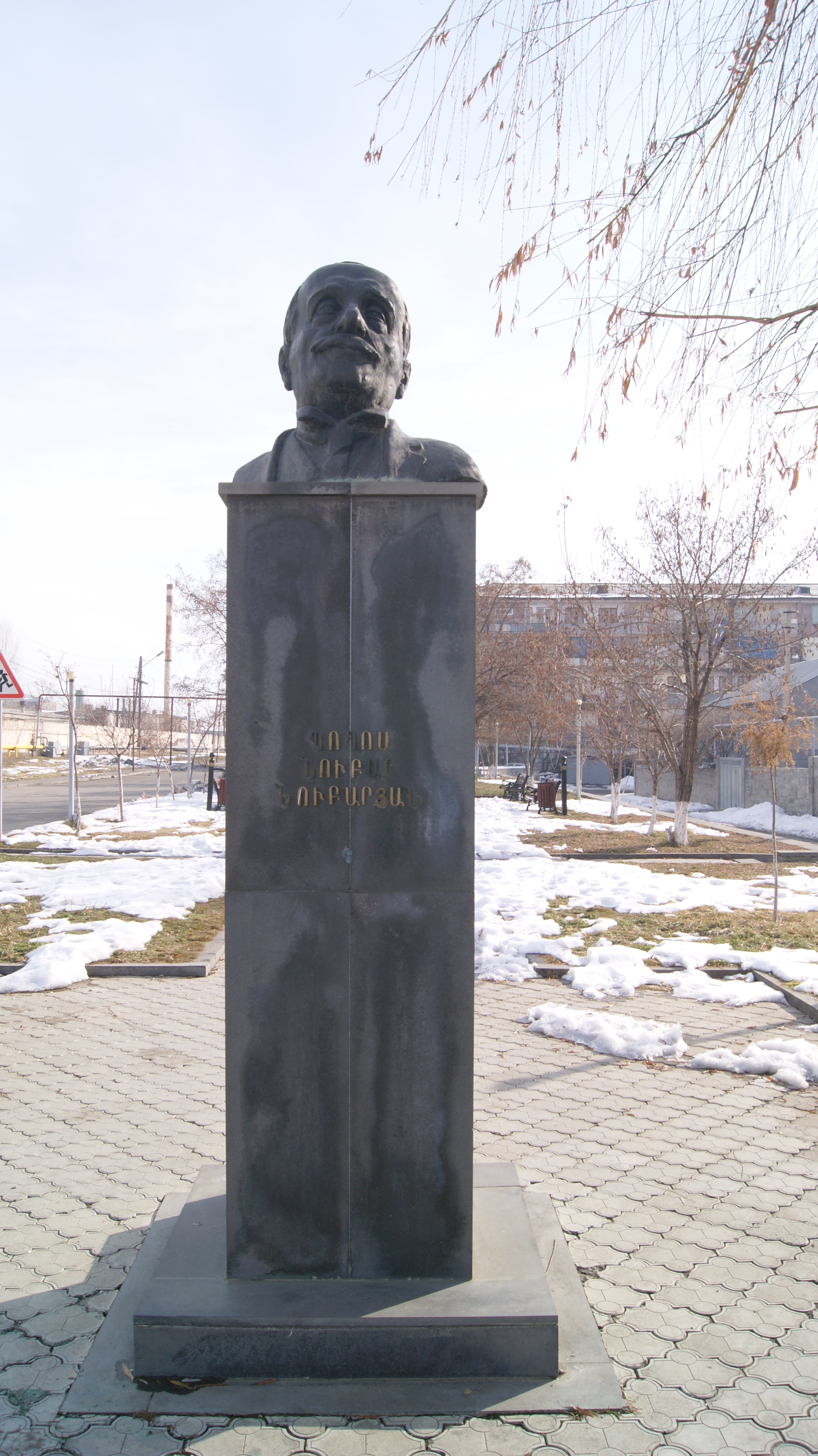

### A kormányzat csúcsán

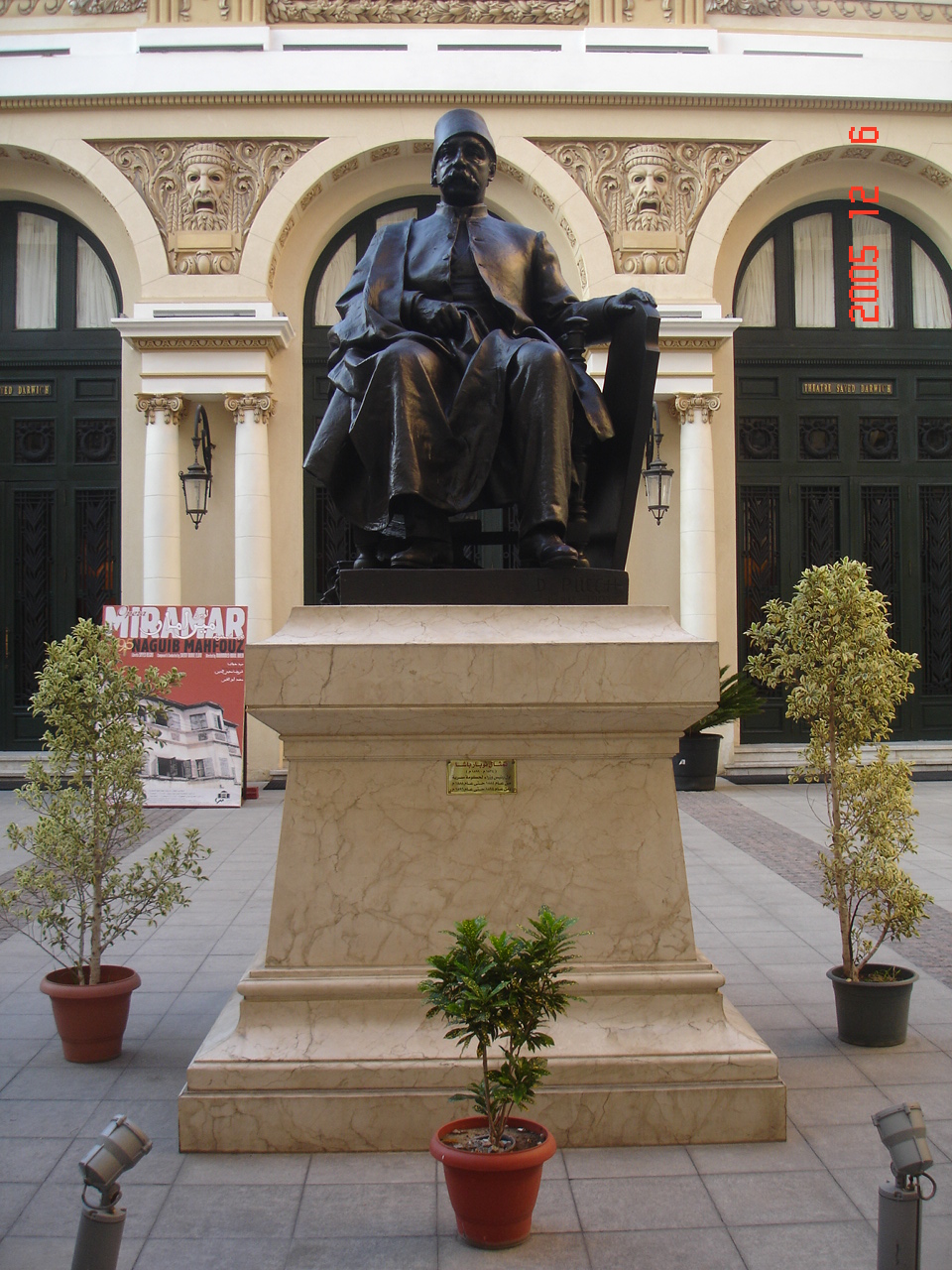
Núbár Pasa szobra az alexandriai operaháznál

Az 1863-ban trónra lépő Iszmáílt ismét tolmácsként szolgálta, majd 1864-ben a közmunkák minisztere lett, amely minőségben a rohamosan fejlődő vasutat is felügyelte. 1866–1874 között kül- és pénzügyminiszter, 1875-ben az újonnan létrehozott kereskedelmi tárca vezetője, majd 1876 januárjáig ismét külügyminiszter volt. A külügyek vezetőjeként nagy szerepe volt az 1866-os, 1868-as és 1873-as oszmán szultáni fermánok kiadatásában, amelyek szabályozták az egyiptomi alkirályok öröklési rendjét (ettől kezdve a primogenitúra volt érvényben a szeniorátus helyett), hivatalosan is engedélyezték Kairó számára, hogy önálló kül- és gazdaságpolitikát folytasson, és lehetővé tették a hadsereg és a flotta megnövelését is. Nagy szerepe volt a Szuezi-csatorna építési szerződésének létrejöttében (1863), továbbá az uralkodó magánhitelei és 1862-től kezdve Egyiptom állami kölcsönszerződéseinek megkötésében – ezzel maga is hozzájárult az állam súlyos eladósodásához, ami később a külföldi uralom létrejöttéhez vezetett. A nyugati befolyás veszélyét ugyanakkor felismerte, és némileg csökkentette is az ún. kevert bíróságok létrehozásával (a tárgyalások 1867-ben kezdődtek, de csak 1875-ben vezettek sikerre), amivel az egyiptomi szerveknek is beleszólása lett az országban tevékenykedő külföldieket érintő ügyekbe.
Miután kiderült, hogy a kölcsönszerződések megkötésekor jutalékot kap, összekülönbözött az uralkodóval, elvesztette pozícióit, elhagyta Egyiptomot, és Európába távozott. 1876-ra Egyiptom csődközeli helyzetbe került, mire felállt a külföldi hatalmak által irányított ún. Adósságkassza (Caisse de la Dette) és létrejött a kettős ellenőrzés rendszere, ami a franciák és britek számára befolyást biztosított az államélet minden területén. 1878-ban visszatért, és ő lett az első felelős egyiptomi kormány feje. Kormányában két külföldié volt a döntő szó: a brit pénzügyminiszteré, Charles Rivers Wilsoné és a francia közmunkaügyi miniszteré, Ernest-Gabriel de Blignières márkié. A két nyugati miniszter célja az egyiptomi adósság visszafizettetése volt, ennek érdekében számos megszorító és kényszerintézkedést hoztak, miáltal Núbár Pasa kormánya rendkívül népszerűtlen volt, ráadásul az államügyekből kizárt Iszmáíl khedive is ellenségesen viszonyult a kormányhoz, amely így mindössze 1879 februárjáig volt hivatalban.
Másodszor Muhammad Taufík Pasa tette kormányfővé: 1884-ben kapott kormányalakítási megbízást, már az 1882-es brit megszállást követően. Több mint négy évig tartó kormányzása alatt feltétlenül kiszolgálta a Lord Cromer főmegbízott által képviselt briteket, többek között Szudán kiürítésébe is beleegyezett, és keményen fellépett a nacionalista sajtó ellen, több lapot betiltva. Ebben a ciklusban tette meg az első lépéseket az egyiptomi rendőrség megszervezése irányába, ám le kellett mondania, mivel a britek nem járultak hozzá, hogy a szervnek egyiptomi vezetése lehessen. Harmadjára II. Abbász idején kapott kormányfői hivatalt 1894-ben, de nézeteltérésbe került a britellenes khedivével, és az lemondatta. Ezután Viktória brit királynő az India csillaga-rend első osztályával tüntette ki. Párizsban halt meg. Fia, Bógósz Núbár Pasa (1851–1930) az örmény nemzeti mozgalom egyik kiemelkedő alakja lett.